# Zona Non Aedificandi
Zona Non Aedificandi este o locuțiune în limba latină (grafiată inițial Ædificandi) reprezentând, în vechime, o zonă interzisă tuturor tipurilor de construcții, care delimita contra-glacisul unei cetăți de periferia orașului. Această zonă era păstrată liberă pentru ca artileria din cetate să poată trage fără să afecteze vreo construcție civilă sau militară.
Astfel, de exemplu, după terminarea construcției citadelei din Lille și a avanposturilor sale fortificate, în 1670, au fost instituite servituți militare, inclusiv o zonă non ædificandi. Ulterior, prin decretul imperial emis în 10 august 1853, s-a stabilit cu precizie care sunt dimensiunile zonelor non ædificandi. Prima zonă, cu interdicție totală de construcție și de plantare de arbori și arbuști, avea o lățime de 250 m. Urma o a doua zonă, până la distanța de 487 m, în care erau permise construcții din pământ și lemn, dar se menținea interdicția de plantare de arbori și arbuști. Urma a treia zonă, până la 975 m, cu construcții controlate, pentru a împăca interesele de apărare cu cele ale industriei, agriculturii și comerțului.
În prezent, non aedificandi desemnează o regulă urbanistică potrivit căreia, într-o zonă strict delimitată, din rațiuni de dezvoltare urbanistică durabilă, este interzisă emiterea de autorizații de construire, în mod definitiv sau temporar, indiferent de regimul de proprietate sau de funcțiunea propusă.
În cazul retragerii obligatorii a clădirilor față de aliniamentul stabilit pentru o anumită zonă, interspațiul dintre aliniament și alinierea clădirilor este non aedificandi, cu excepția împrejmuirilor, acceselor și a teraselor ridicate cu cel mult 0,40 metri față de cota terenului din situația anterioară lucrărilor de terasament.
O altă motivare a înființării de zone non aedificandi o reprezintă securitatea frontierelor de stat. În data de 17 mai 1988, Brazilia și Venezuela au semnat un acord privind constituirea unei zone non-aedificandi la frontiera între cele două state. Aceasta a fost stabilită la 30 m de fiecare parte a frontierei, având ca scop atât nealterarea elementelor geografice și hidrologice care au servit la marcarea frontierei, cât și menținerea vizibilității directe de la o bornă de frontieră la următoarea.